# Ерохин, Владислав Всеволодович
Владисла́в Все́володович Еро́хин (1 ноября 1936, Ворошилов, Дальневосточный край — 22 ноября 2014, Москва) — советский, российский патологоанатом, фтизиатр; доктор медицинских наук, профессор (1991); заслуженный деятель науки РФ (1996), член-корреспондент РАМН (2004).

## Биография
Родился 1 ноября 1936 года в Ворошилове (Дальневосточный край), в семье военнослужащего Всеволода Яковлевича Ерохина.
В 1960 году окончил Саратовский медицинский институт по специальности «лечебное дело». В 1962 году окончил клиническую ординатуру по фтизиатрии при 3-м Главном управлении Минздрава СССР.
В 1962—1964 годах работал врачом-фтизиатром, заведующим противотуберкулёзным отделением медсанчасти № 52 Минздрава СССР в Кирово-Чепецке.
В 1964—1967 годах учился в аспирантуре ЦНИИ туберкулёза Минздрава СССР, затем продолжил здесь работать: младший, затем старший научный сотрудник (1967—1980); руководитель лаборатории, заведующий лабораторно-экспериментальным отделом (1980—1991); заместитель директора по научной работе, врио директора (1991—1999); директор, одновременно заведующий отделом патологической анатомии, электронной микроскопии и биохимии (с 1999). В 1968 году защитил кандидатскую диссертацию «Иммунологические реакции лёгких при экспериментальном туберкулёзе по данным гистохимии и электронной микроскопии», в 1975 году — докторскую «Субклеточная морфология лёгких при экспериментальном туберкулёзе»; профессор с 1991 года.
Основные направления научных исследований — изучение туберкулёзного воспаления, патогенез прогрессирующих форм туберкулёза, сурфактантная система лёгких в норме и при патологии. В. В. Ерохин — автор более 400 научных работ, в том числе 7 монографий, 10 учебников, 9 патентов, методических пособий и руководств.
Президент Российского общества фтизиатров, главный редактор журнала «Туберкулёз и болезни легких»; член комиссий Международного союза борьбы с туберкулёзом и болезнями лёгких Европейского респираторного общества.
Им было подготовлено 13 кандидатов и 12 докторов наук.
Скончался в Москве от рака предстательной железы 22 ноября 2014 года; похоронен на Котляковском кладбище (участок 59а).

## Награды и признание
- Значок «Отличнику здравоохранения» (1981)
- медаль «Ветеран труда» (1987)
- медаль «В память 850-летия Москвы» (1997)
- Памятный знак ГУИН Минюста России (2001)
- медаль «В память 200-летия Минюста России» (2002)
- орден Дружбы народов (2003)
- медаль Фёдора Гааза (2006)
- медаль Ломоносова (2007)
- орден Почёта (2012)[2]
- медаль «В честь 400-летия добровольного вхождения калмыцкого народа в состав Российского государства»
- заслуженный деятель науки РФ (1996)
- Премия Правительства Российской Федерации в области науки и техники
- премия Президиума РАМН по фтизиатрии имени академика РАМН А. Г. Хоменко.

## Память
В Саратовский государственный медицинский университет проходят Ерохинские чтения.